# Пабло Рамон Кастро Гонсалез
Пабло Рамон Кастро Гонсалез (ісп. Pablo Ramon Castro Gonzalez; нар. 7 лютого 2001, Парагвай) — парагвайський та бразильський футболіст, півзахисник ЮКСА.

## Життєпис
Народився в Парагваї, але в юному віці переїхав до Бразилії. Вихованець академії «Атлетіку Паранаенсі». Виступав за юнацьку (U-17), молодіжну (U-20) та резервну команду клубу, але через велику конкуренцію в першій команді шансу проявити себе не отримав.
10 квітня 2023 року підписав контракт з «Уніау Фредерікенсе». За нову команду дебютував 16 квітня 2023 року в переможному (1:0) виїзному поєдинку 1-го туру групи А Ліги Гаушу проти «Гаушу». Пабло вийшов на поле на 87-й хвилині замість Матеуса Фого. Першим голом на професіональному рівні відзначився 11 червня 2023 року на 12-й хвилині програного (2:3) домашнього поєдинку 9-го туру групи А Ліги Гаушу проти «Монсуна». Гонсалез вийшов на поле в стартовому складі та відіграв увесь матч. У сезоні 2023 року провів 16 матчів (2 голи) у Лізі Гаушу та 4 поєдинки у Кубку Гаушу.
11 березня 2024 року підписав контракт з ЮКСА. У футболці тарасівського клубу дебютував 7 квітня 2024 року в переможному (2:0) виїзному матчі 22-го туру Другої ліги України проти «Звягеля». Кастро вийшов на поле на 71-й хвилині замість Матеуса Пагліаріні. Першим голом у професійному футболі відзначився 17 квітня 2024 року на 63-й хвилині переможного (7:1) виїзного матчу 24-го туру Другої ліги України проти «Кудрівки». Пабло вийшов на поле в стартовому складі, а на 75-й хвилині його замінив Олександр Шевчук.